# Vouillers
Vouillers település Franciaországban, Marne megyében. Lakosainak száma 259 fő (2022. január 1.). Vouillers Perthes, Saint-Eulien és Saint-Vrain községekkel határos.

## Népesség
A település népessége az elmúlt években az alábbi módon változott:
| Lakosok száma | 205  | 187  | 197  | 184  | 242  | 248  | 258  | 258  | 258  | 259  |
|               | 1968 | 1982 | 1990 | 2006 | 2013 | 2015 | 2017 | 2019 | 2020 | 2022 |